# Benjamin Howland
Benjamin Howland, född 27 juli 1755 i Tiverton, Kolonin Rhode Island och Providenceplantagen, död 1 maj 1821 i Tiverton, Rhode Island, var en amerikansk politiker (demokrat-republikan). Han representerade delstaten Rhode Island i USA:s senat 1804-1809.
Howland var verksam som jordbrukare i Tiverton. Senator Samuel J. Potter avled 1804 i ämbetet och efterträddes av Howland. Han efterträddes sedan 1809 i senaten av Francis Malbone.
Howland var 1810 ledamot av Rhode Island House of Representatives, underhuset i delstatens lagstiftande församling. Han deltog sedan i 1812 års krig.
Den ursprungliga gravplatsen fanns på Howlands familjekyrkogård. Graven finns numera på Pocasset Hill Cemetery i Tiverton.